# Война короля Георга
Война короля Георга (анг. King George’s War) — боевые действия в 1744—1748 годах в Северной Америке во время войны за австрийское наследство. Результат эскалации боевых действий в Центральной Америке, после того как Франция присоединилась к Испании в её войне с Великобританией.
Весть об объявлении войны достигла французской крепости Луисбург 3 мая 1744 года, и находившиеся там войска сразу же начали боевые действия. 23 мая они совершили набег на британский рыбацкий порт Кансо, а затем организовали нападение на Аннаполис-Рояль, столицу Новой Шотландии. В начале июля союзники французов индейцы вместе со священником Жаном-Луи Ле Лутром атаковали в одиночку форт Анны, но не имея хорошего оружия отступили через несколько дней. Затем, в середине августа, к форту Анны прибыли более крупные французские силы, но они также не смогли провести эффективную атаку или осаду гарнизона. Форт получил припасы и подкрепления из Массачусетса.
В 1745 году британские колониальные войска после шестинедельной осады взяли стратегически важную французскую крепость Луисбург на острове Кейп-Бретон. В ответ французы и их союзники-индейцы начали кампанию на северо-восточном побережье против британских поселений на границе Акадии на северо-востоке от штата Мэн. 28 ноября 1745 года они захватили нью-йоркскую деревню Саратога, убив и захватив свыше сотни её обитателей; после этого были покинуты все английские поселения к северу от Олбани.
В 1746 году Франция начала крупную морскую экспедицию (76 кораблей) по возвращению Луисбурга. Из-за штормов, болезней и, наконец, смерти ее командира, герцога д’Анвиля, выжившие участники экспедиции вернулись деморализованными во Францию, так и не достигнув своей цели. В июле 1746 года ирокезы и колониальные войска начали сбор к северу от Нью-Йорка для ответной атаки против Канады, однако регулярные войска из Великобритании так и не прибыли, и рейд был отменён. Колониальные войска остались в лагере под Олбани на зиму, но и на следующий год экспедиция не состоялась.
Тем временем в приграничных районах на суше произошла серия набегов на противостоящие населенные пункты, в которых участвовали как колонизаторы, так и их индейские союзники. С французской стороны в основном действовали племена микмаков и абенаков. В частности, набег французов и микмаков в 1747 году на Гранд-Пре, Новая Шотландия. Обе стороны действовали с крайней жестокостью, но не смогли добиться какого-либо прочного успеха, за исключением того, что приграничный район в значительной степени обезлюдел и впоследствии заселялся очень медленно. Французские и испанские каперы действовали у побережья, а также атаковали прибрежные города на юге, вплоть до Бофорта, Северная Каролина.
В 1748 году французские союзники-индейцы атаковали Скенектади. Война стала тяжёлым бременем для североамериканских колоний. Только Массачусетс в 1745—1746 годах потерял 8 % своего взрослого мужского населения.
В соответствии со Вторым Аахенским миром крепость Луисбург была возвращена Франции в обмен на город Мадрас, который французы захватили в Индии у англичан. Границы в Северной Америке были возвращены к довоенному положению.